# Liste der Monuments historiques in Dangé-Saint-Romain
Die Liste der Monuments historiques in Dangé-Saint-Romain führt die Monuments historiques in der französischen Gemeinde Dangé-Saint-Romain auf.

## Liste der Objekte
| Bezeichnung | Beschreibung | Standort                       | Kennzeichnung | Schutzstatus | Datum | Bild |
| ----------- | ------------ | ------------------------------ | ------------- | ------------ | ----- | ---- |
| Gedenktafel | Stein, 1676  | in der Kirche St-Romain (Lage) | PM86000174    | Classé       | 1938  |      |